# Uramya insolita
Uramya insolita là một loài ruồi trong họ Tachinidae.